# Port Protection (Alaska)
Port Protection es un lugar designado por el censo ubicado en el Área censal de Príncipe de Gales–Hyder en el estado estadounidense de Alaska. En el Censo de 2010 tenía una población de 48 habitantes y una densidad poblacional de 4,74 personas por km².

## Geografía
Port Protection se encuentra en las coordenadas 56°19′55″N 133°36′23″O / 56.33194, -133.60639. Según la Oficina del Censo de los Estados Unidos, Port Protection tiene una superficie total de 10.12 km², de la cual 9.65 km² corresponden a tierra firme y (4.71%) 0.48 km² es agua.

## Demografía
Según el censo de 2010, había 48 personas residiendo en Port Protection. La densidad de población era de 4,74 hab./km². De los 48 habitantes, Port Protection estaba compuesto por el 72.92% blancos, el 0% eran afroamericanos, el 18.75% eran amerindios, el 0% eran asiáticos, el 0% eran isleños del Pacífico, el 0% eran de otras razas y el 8.33% pertenecían a dos o más razas. Del total de la población el 4.17% eran hispanos o latinos de cualquier raza.